# Quincieux
Quincieux ist eine französische Gemeinde mit 3620 Einwohnern (Stand: 1. Januar 2022) in der Métropole de Lyon in der Region Auvergne-Rhône-Alpes. Sie gehört zum Arrondissement Lyon und bis 2015 zum Kanton Neuville-sur-Saône. Die Einwohner werden Quincerot(e)s genannt.

## Geographie
Quincieux liegt fünfzehn Kilometer nördlich des Stadtzentrums von Lyon am westlichen Ufer der Saône.

### Nachbargemeinden
Umgeben wird Quincieux von den Nachbargemeinden Trévoux im Norden, Reyrieux im Nordosten, Parcieux im Osten, Massieux und Saint-Germain-au-Mont-d’Or im Südosten, Chasselay im Süden, Les Chères im Südwesten, Lucenay im Westen sowie Ambérieux im Westen und Nordwesten.

## Bevölkerungsentwicklung
| Jahr                       | 1962 | 1968 | 1975 | 1982 | 1990 | 1999 | 2006 | 2011 |
| Einwohner                  | 1246 | 1270 | 1510 | 1920 | 2300 | 2657 | 2867 | 3110 |
| Quellen: Cassini und INSEE |      |      |      |      |      |      |      |      |

## Wirtschaft und Infrastruktur
Durch die Gemeinde führt die Autoroute A432. Der Bahnhof der Gemeinde liegt an der Bahnstrecke Paris–Marseille.
Im Südosten befindet sich ein großer Carport, der teilweise mit Solarmodulen überdacht ist. Die installierte Leistung beträgt 8,7 MW.

## Sehenswürdigkeiten
- Kapelle im Ortsteil La Chapelle aus dem 16. Jahrhundert, Monument historique seit 1983

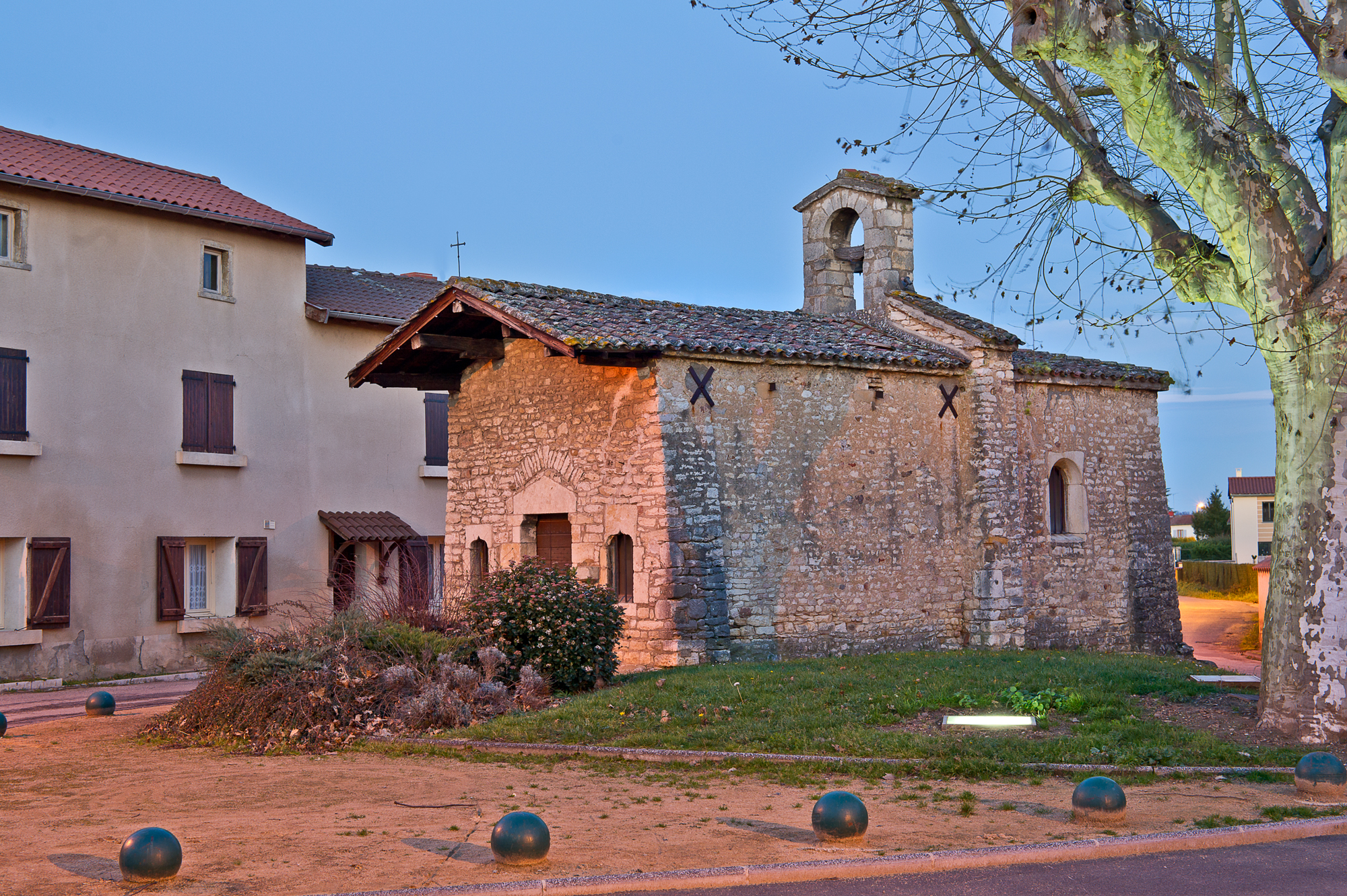
Kapelle im Ortsteil La Chapelle